# 1037 (szám)
Az 1037 (római számmal: MXXXVII) az 1036 és 1038 között található természetes szám.

## A szám a matematikában
A tízes számrendszerbeli 1037-es a kettes számrendszerben 10000001101, a nyolcas számrendszerben 2015, a tizenhatos számrendszerben 40D alakban írható fel.
Az 1037 páratlan szám, összetett szám, félprím. Kanonikus alakja 171 · 611, normálalakban az 1,037 · 103 szorzattal írható fel. Tizenkét osztója van a természetes számok halmazán, ezek növekvő sorrendben: 1, 17, 61 és 1037.
Az 1037 huszonnyolc szám valódiosztó-összegeként áll elő, közülük a legkisebb a 3099.

## Csillagászat
- 1037 Davidweilla kisbolygó